# De' ä' dans på Brännö brygga

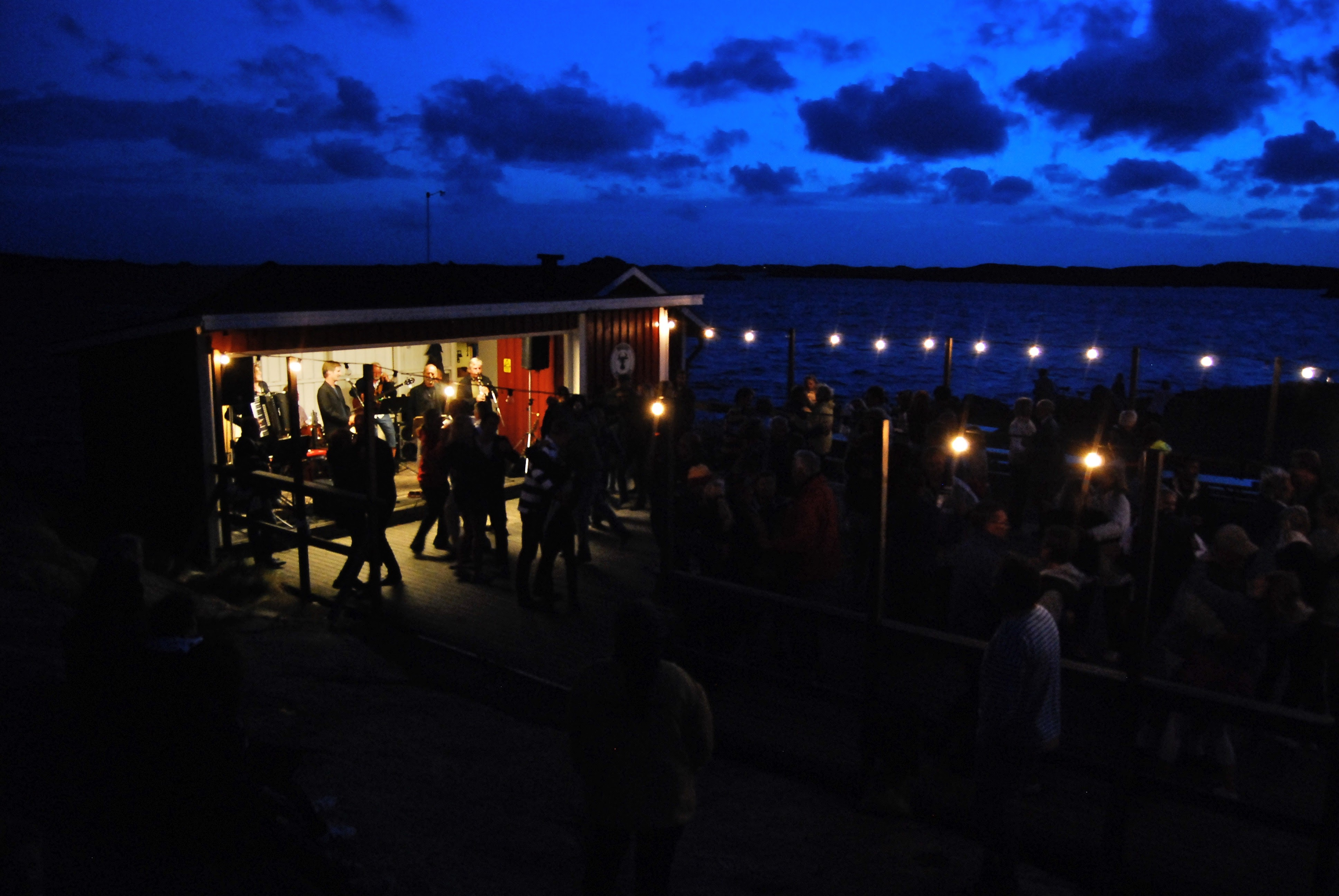
Dans vid Brännö brygga en sen kväll i juli 2009

De' ä' dans på Brännö brygga med inledningsraden: " – Kors va' de' vimlar av segel i da' " är en vals skriven av Lasse Dahlquist och insjungen på skiva av honom själv 1941 . Den är en av de vanligaste svenska allsångerna[källa behövs]. 
Brännö är en ö i Göteborgs skärgård. Den tillhör Styrsö socken i Västergötland. Trots detta är visan en hyllning till landskapet Bohuslän. Den brygga som åsyftas höggs upp i mitten av 1960-talet, och Lasse Dahlquist signerade träbitar från den och sålde på sina turnéer. Bryggan är ersatt och dans förekommer alltjämt.

### Fotnoter
1. 1 2  Myggans nöjeslexikon, band 2, sid. 245.
2. ↑  ”Svensk mediedatabas”. http://smdb.kb.se/catalog/id/000100763. Läst 31 mars 2011.